# Lepiężnik wyłysiały
Lepiężnik wyłysiały (Petasites kablikianus Bercht.) – gatunek roślin z rodziny astrowatych. Występuje w środkowej i południowo-wschodniej Europie – w górach Półwyspu Bałkańskiego, w Karpatach i Sudetach. W Polsce występuje licznie w Karpatach (jest bardzo pospolity w Tatrach i na Babiej Górze), w Sudetach bardzo nielicznie, tylko w Karkonoszach.

## Morfologia

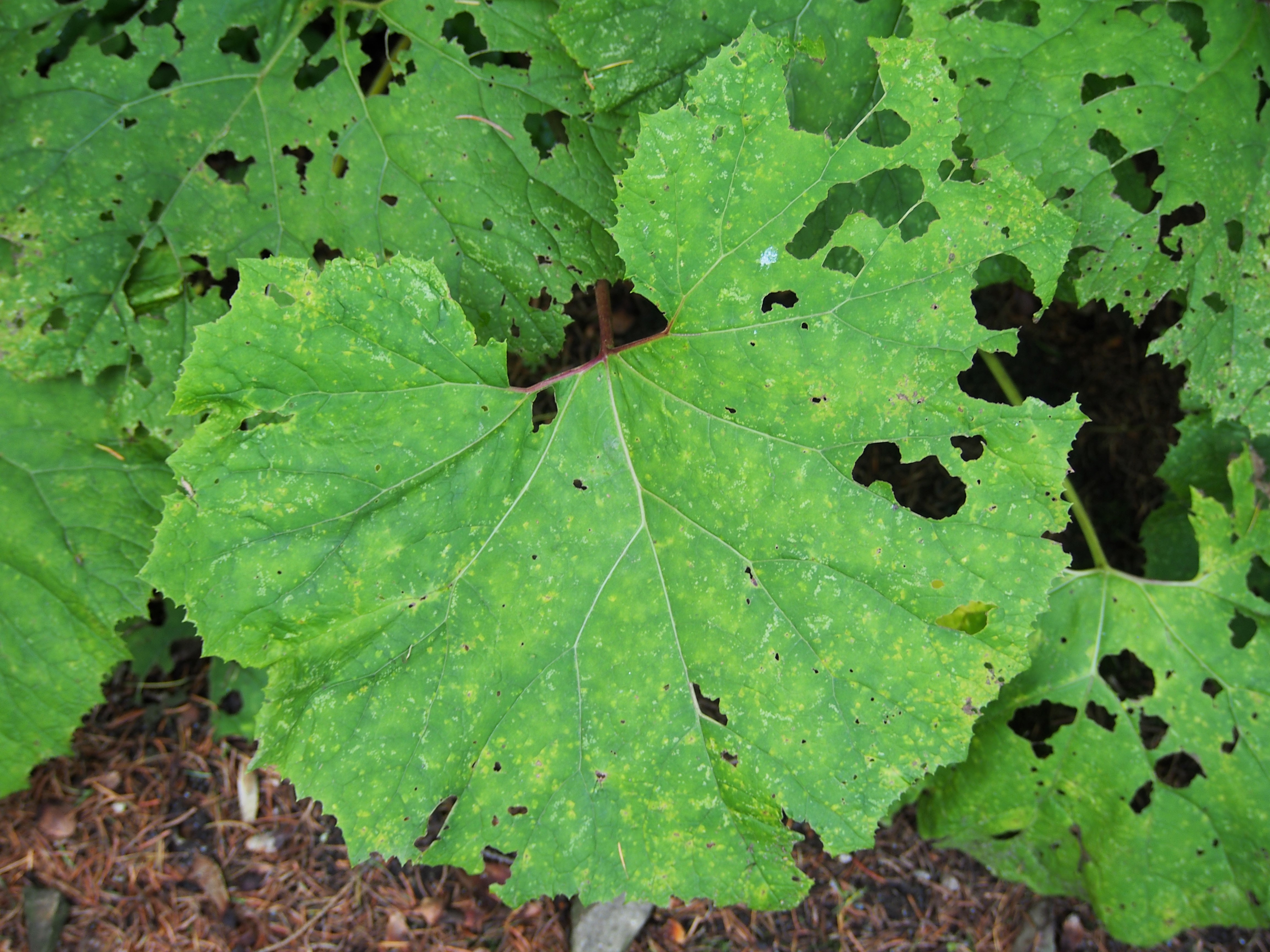
Szeroko wcięta nasada blaszki

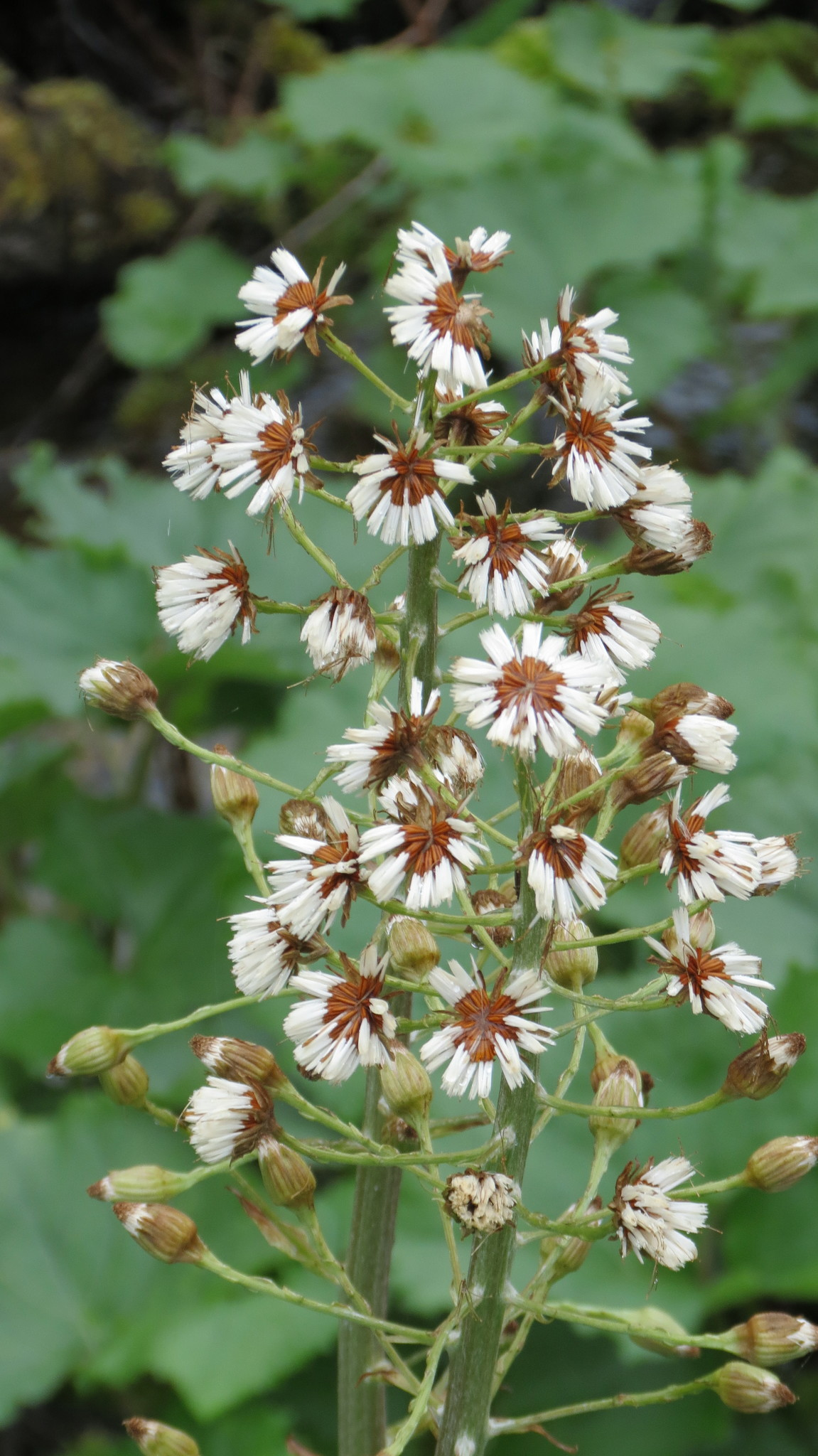
Owoce

ŁodygaPod ziemią w postaci pustego wewnątrz kłącza o dość krótkich i grubych członach, zgrubiałego w rozgałęzieniach i poprzecznie obrączkowanego (z powodu wystających blizn po odpadłych liściach). Łodygi nadziemne są grube, wzniesione, kwiatonośne. Osiągają podczas kwitnienia do 30 cm wysokości, a podczas owocowania do 40 cm. Łodygi te są często czerwono nabiegłe, w górnej części pokryte są włoskami gruczołowatymi. Poza wzniesionymi łodygami z kłącza wyrastają czerwonawe, rozgałęziające się rozłogi.
LiścieNa łodygach kwiatonośnych luźno rozmieszczone, łuskowate, szeroko lancetowate, nasadą obejmujące łodygę. Poza tym okazałe liście asymilacyjne wyrastające z kłącza. Są one długoogonkowe, z ogonkami pustymi wewnątrz, za młodu owłosionymi, później nagimi. Blaszki sercowato trójkątne, dość równomiernie ząbkowane ze słabo zaznaczonymi większymi ząbkami. Nasada blaszki jest silnie sercowato wycięta, z wcięciem szerokim, sięgającym pierwszej lub drugiej pary nerwów bocznych. Klapy u nasady blaszki mają kształt zbliżony do kwadratu i są zwykle nieco wzniesione w stosunku do reszty blaszki. Starsze liście są na spodniej stronie niemal nagie (stąd polska gatunkowa nazwa tego gatunku). Blaszki są ustawione ukośnie względem ogonka, na górnej stronie ciemnozielone, na spodniej szarawe.
KwiatyDrobne, zebrane są w koszyczki, a te w grona na szczycie pędu kwiatostanowego. W koszyczkach zebrane są albo kwiaty żeńskie, albo męskie z niewielkim udziałem żeńskich. Kwiatostany z koszyczkami męskimi są kulistawe do jajowatych, a te z koszyczkami żeńskimi jajowate, bardziej wydłużone. Listki okrywy koszyczków mają tępe wierzchołki i są całe silnie ogruczolone. Korony kwiatów są białe lub kremowe. W kwiatach żeńskich mają postać krótkiej i wąskiej rurki. W kwiatach męskich rurka zakończona jest 5 ząbkami.
OwocNiełupki o długości do 3 mm, wyposażone w puch kielichowy w postaci białych, nierozgałęzionych włosków.
Gatunki podobneLepiężnik biały P. albus, również występujący w górach. Ma on zarówno młode, jak i starsze liście owłosione przynajmniej od spodu; wcięcie u nasady liścia jest wąskie, nie sięga do 1. pary nerwów bocznych; kłącze podziemne jest u tego gatunku cienkie i nieprążkowane (blizny po opadłych liściach nie wystają). Kwiatostan i górna część listków okrywy są pozbawione włosków gruczołowych (te obecne są tylko w dolnej części tych listków).

## Biologia i ekologia
Bylina, geofit, hemikryptofit. Kwitnie od marca do maja. Jest rośliną wiatrosiewną. Wyróżnia się charakterystycznym, silnym zapachem.
Siedlisko: Występuje w górach w miejscach wilgotnych i kamienistych – nad potokami, w skalistych żlebach, na różnych podłożach. W niektórych miejscach tworzy duże, jednogatunkowe skupiska. Występuje od regla dolnego po piętro kosodrzewiny. Jest gatunkiem charakterystycznym dla związku (All.)  Adenostylion i Ass. Petasitetum kablikiani oraz Ass. Phalarido-Petasitetum hybrydi. 
Liczba chromosomów 2n= 60

## Mieszaniec
Tworzy mieszańca z lepiężnikiem białym P. albus – P. × celakovskyi Mat.